# Magnus Berg
Magnus Berg (...) è un ex sciatore alpino svedese.

## Biografia
Berg vinse la medaglia d'argento nello slalom gigante e nello slalom speciale ai Mondiali juniores di Sestriere 1983 e nella successiva rassegna iridata giovanile di Sugarloaf 1984 non completò lo slalom gigante; non prese parte a rassegne olimpiche né ottenne piazzamenti in Coppa del Mondo o ai Campionati mondiali.

## Palmarès

### Mondiali juniores
- 2 medaglie:
  - 2 argenti (slalom gigante, slalom speciale a Sestriere 1983)